# Busigny
Busigny ist eine französische Kleinstadt mit 2.437 Einwohnern (Stand: 1. Januar 2022) im Département Nord in der Region Hauts-de-France. Sie gehört zum Arrondissement Cambrai und zum Kanton Le Cateau-Cambrésis. Die Einwohner werden Croquands oder Busignois und Busignoises genannt.

## Geographie
Die Kleinstadt Busigny liegt an der Grenze zum Département Aisne, 25 Kilometer südöstlich von Cambrai. Umgeben wird Busigny von den Nachbargemeinden Maurois im Nordwesten und Norden, Honnechy im Norden, Saint-Souplet im Nordosten, Molain im Osten, Vaux-Andigny im Südosten, Becquigny im Süden, Prémont im Südwesten sowie Maretz im Westen.

## Bevölkerungsentwicklung
| Jahr                       | 1962 | 1968 | 1975 | 1982 | 1990 | 1999 | 2006 | 2012 | 2020 |
| Einwohner                  | 3139 | 3120 | 3046 | 2636 | 2385 | 2429 | 2512 | 2557 | 2440 |
| Quellen: Cassini und INSEE |      |      |      |      |      |      |      |      |      |

## Wirtschaft

### Unternehmen A. Dehé & Cie

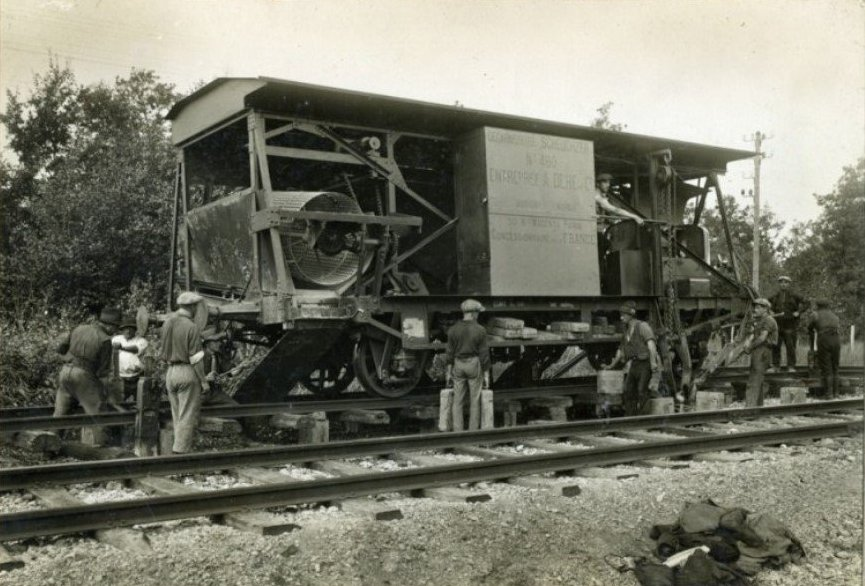
Scheuchzer-Schotterreinigungsmaschine der Firma Dehé

A. Dehé & Cie war ein in Busigny ansässiges Gleisbaunternehmen, das Maschinen von Collet-Loiseau und Scheuchzer für die Oberbausanierung verwendete, z. B. auf einer Baustelle des Chemin de fer d’Alsace-Lorraine. Dort wurde das Schotterbett bis 0,90 m unterhalb der Schienenenunterkante ausgehoben, gesiebt, wieder eingefüllt und verdichtet.
Die Firma Dehé wurde 1879 gegründet, schloss sich 1989 mit Cogifer zusammen und firmierte ab 1993 als Dehé Cogifer TP. 1995 gründeten und Cogifer und Spie Drouard als 50/50-Joint-Venture die ETF (European Railway Works), woraufhin die Marke Dehé nicht mehr verwendet wurde.

## Sehenswürdigkeiten

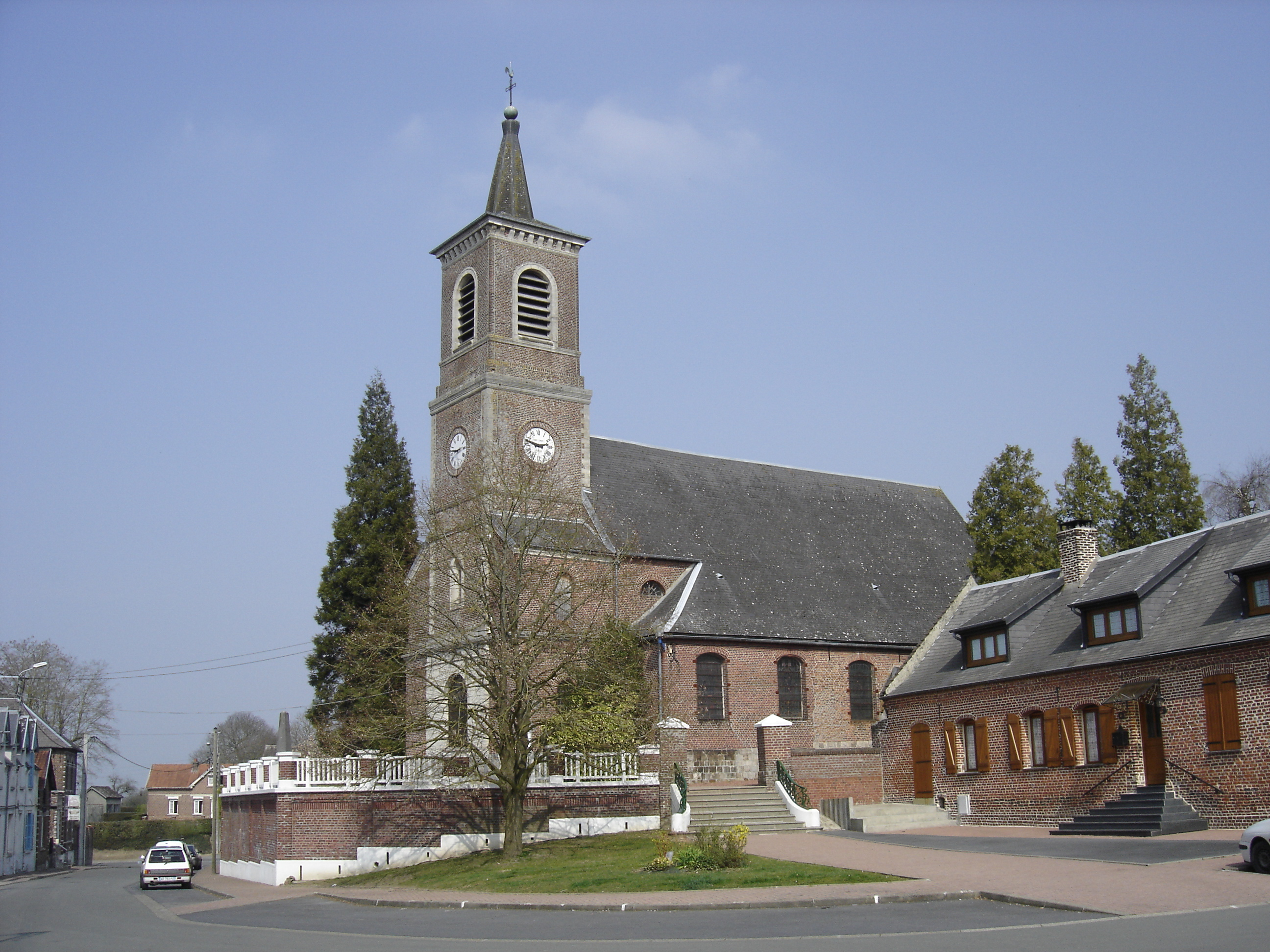
Kirche Saint-Martin

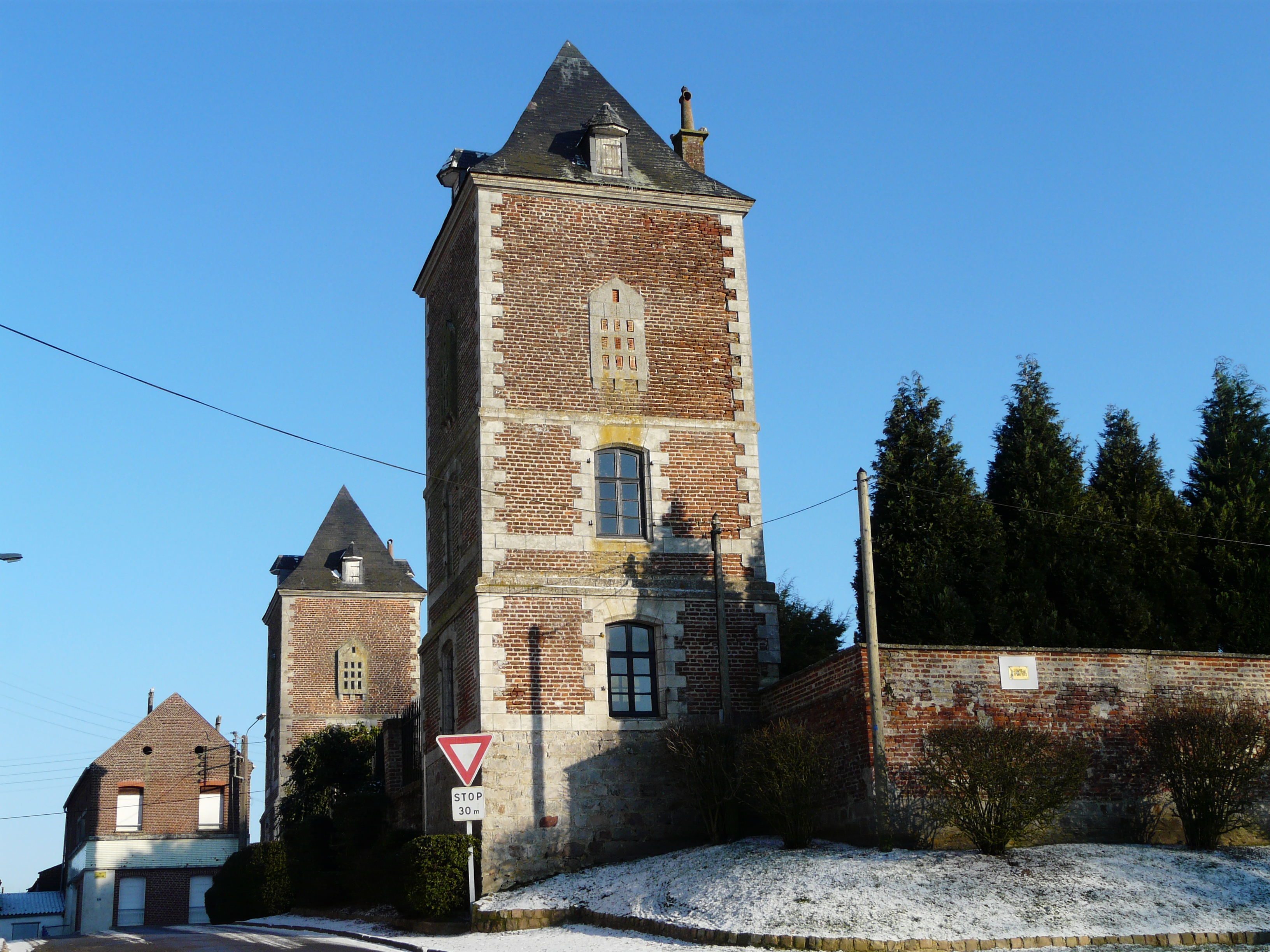
Türme (Reste des alten Schlosses von Busigny)

- Kirche Saint-Martin aus dem 16. Jahrhundert (1542 geweiht), weitgehend im 19. Jahrhundert umgebaut
- Kapelle Saint-Urbain
- Reste des früheren Schlosses von Busigny (Fassaden und Dächer der beiden verbliebenen Türme aus dem 18. Jahrhundert sind seit 1978 als Monument historique eingeschrieben)
- Britischer Militärfriedhof
- Wasserturm